# Furioso-north star
Furioso-North Star (мађ. Mezőhegyesi félvér) је раса коња развијена у Мађарској у ергели Мезехеђеш. Данас се сматра топлокрвном расом, познатом као раса здраве, издржљиве грађе способна за лагани рад на фарми, али са префињеним изгледом који одражава њен утицај на чистокрвност.

## Карактеристике
Раса Фуриосо у просеку има 16 шака (64 инча, 163 cm) у висини и претежно је дорат, кестењаст или црне боје. То је коњ средње тежине, који се такође узгаја у североисточној Европи за такмичење и радну употребу као запрежни коњ. Некада популарна раса у Словачкој и Румунији, сада се каже да је Фуриосо-Норт Стар тамо угрожена врста.

## Историја
Постојала су два примарна пастува која се сматрају основним потомцима расе. Први је био чистокрвни пастув по имену Фуриосо, који се ождребио у Мађарској 1836. године и који је, почев од 1841. године, укрштен са локалним мађарским кобилама. Други је био још један чистокрвни пастув, Норт Стар (ождребљен 1844), који је увезен из Енглеске 1852. године, који је такође укрштен са локалним кобилама и вероватно са коњима Норфолк касачког порекла. Могуће је д је дошло и до неког укрштања са Нониус коњима. У почетку, две крвне линије су држане одвојено, при чему је линија Фуриосо коришћена за узгој јахаћих коња и линија Нортх Стар за узгој запрежних коња, али су линије спојене крајем 19. века.